# ولییاشنیتسا
ولییاشنیتسا (بوسنیایی: Velijašnica) یک منطقهٔ مسکونی در بوسنی و هرزگوین است که در جمهوری صرب بوسنی واقع شده‌است.